# Ekspres von Ryana
Ekspress Von Ryana (ang. Von Ryan's Express) – amerykański film wojenny z 1965 roku w reżyserii Marka Robsona, zrealizowany na podstawie powieści Davida Westheimera.

## Opis fabuły
Akcja filmu rozgrywa się we Włoszech w czasie II wojny światowej. Samolot amerykańskiego pilota pułkownika Josepha L. Ryana zostaje zestrzelony, a on sam trafia do obozu jenieckiego. Po wyzwoleniu obozu Ryan staje na czele grupy ok. 400 angielskich jeńców, którzy chcą się wydostać z terenu faszystowskich Włoch. Ucieczka kończy się niepowodzeniem. Uciekinierzy zostają schwytani przez Niemców. Mają być przetransportowani pociągiem na teren III Rzeszy. Ryanowi i jego kompanom udaje się przejąć kontrolę nad pociągiem. Rozpoczyna się pełna przygód próba przedostania się do neutralnej Szwajcarii. Akcja kończy się powodzeniem jednak płk. Ryan ginie tuż przed granicą z rąk Niemców.

## Obsada
- Frank Sinatra – płk. Joseph L. Ryan
- Trevor Howard – mjr. Eric Fincham
- Edward Mulhare – kpt. Costanzo
- Sergio Fantoni – kpt. Oriani
- Adolfo Celi – Battaglia, komendant obozu
- Brad Dexter – sierżant Bostick
- Raffaella Carrà – Gabriella
- Wolfgang Preiss – mjr. Von Klemment
- John Leyton – Orde
- James Brolin – szeregowy Ames
- John van Dreelen – płk. Gortz
- Ivan Triesault – Von Kleist
- Vito Scotti – maszynista pociągu
- Michael St. Clair – mjr. Dunbar
- Michael Goodliffe – kpt. Stein
- Richard Bakalyan – kapral Gianini
- Eric Micklewood – Ransom
- William Berger – gestapowiec

## Produkcja
Zdjęcia kręcono we Włoszech (Rzym, Gaeta, Anzio, Tivoli, Monte Romano i Bassano Romano w prowincji Viterbo, Anagni w prowincji Frosinone, Calalzo di Cadore w prowincji Belluno) oraz w Hiszpanii (El Chorro w prowincji Malaga).